# Korvakkomeer
Het Korvakkomeer, Zweeds-Fins: Korvakkojärvi, is een meer in Zweden. Het meer ligt in de gemeente Pajala tussen twee bergen met dezelfde Nederlandse naam Korvakkoberg, te weten Korvakkovaara en Korvakkolaki. Het water in het meer stroomt de Korvakkobeek in weg.
Afwatering: meer Korvakkomeer → Korvakkobeek → Muonio → Torne → Botnische Golf